# House of Wax (2005)
House of Wax (Nederlands: Huis van Was) is een Amerikaanse film uit 2005 onder regie van Jaume Collet-Serra en met onder meer Elisha Cuthbert en Paris Hilton in de hoofdrollen. De film werd uitgebracht door Warner Brothers.
De film is een losse remake van de stereoscopische film uit 1953 met dezelfde titel, die zelf een herwerking was van de film Mystery of the Wax Museum uit 1933.

## Verhaal
De film opent met een flashback van 1974. Een agressief schreeuwend jong kind wordt naast zijn broertje in een kinderstoel gezet en met riemen vastgebonden.
In het heden zijn zes jongeren in twee auto's onderweg naar een sportevenement: Carly en haar vriend Wade, Carly's vriendin Paige en dier vriend Blake, Blakes vriend en Carly's tweelingbroer Nick en Nicks vriend Dalton. Ze besluiten de snelweg te verlaten en binnendoor te rijden. Die nacht stoppen ze om te kamperen. Later die nacht stopt een pick-up met koplampen op hen gericht. Niemand stapt uit en als de bestuurder weigert de lichten uit te doen, gooit Nick een van de lampen stuk waarna hij wegrijdt. Diep in de nacht komt iemand in het kamp die hen filmt met Daltons videocamera.
De volgende dag ontdekt Wade dat de aandrijfriem van zijn auto gebroken is. Intussen gaan Carly en Paige af op een stank en vinden een grote stapel rottende kadavers. Er komt een pick-up aangereden en een man gooit er nog een paar dieren bij. Die man biedt Wade een lift aan naar het nabijgelegen stadje Ambrose. Carly besluit met hen mee te gaan terwijl de rest van de groep met de andere auto alvast naar het stadion rijdt om op tijd aan tickets voor de wedstrijd te komen.
Wade en Carly hebben schrik van de man die hen een lift geeft en laten hem vlak bij het stadje achter. Dat stadje blijkt verlaten, maar dan blijkt iedereen in het kerkje te zitten voor een begrafenis. Met de eigenaar van het tankstation spreken ze over een half uur af. In die tijd bezoeken ze het lokale wassenbeeldenmuseum. In het verlaten museum zien ze een levensechte opstelling van wassen beelden in alledaagse poses. Dan ziet Carly een schim voorbij het raam komen, dus ze vertrekken weer.
Ze wachten in het tankstation op Bo, de eigenaar. Die vertelt hen over de vroegere eigenaars van het wassenbeeldenmuseum, House of Wax genaamd. Dokter Victor en zijn vrouw Trudy komen naar het stadje nadat Victor werd ontslagen voor het stiekem uitvoeren van riskante operaties. Zijn vrouw begint er een wassenbeeldenmuseum maar krijgt een cyste op haar hersenen, wordt gek en sterft. Victor wordt hierdoor depressief en pleegt zelfmoord. Hun drie kinderen worden naar een pleeggezin gestuurd.
Nu blijkt het tankstation de aandrijfriem niet in de juiste maat te hebben maar Bo heeft er wel één thuis. Daar binnen gaat Wade naar het toilet en vervolgens kijkt hij wat rond. In een kamer ontdekt hij een operatie-installatie en als hij terug buiten wil gaan is de deur op slot. Terwijl hij eraan morrelt snijdt iemand - die later Bo's tweelingbroer Vincent blijkt te zijn - vanuit een luik in de vloer zijn achillespees door. Dan volgt nog een gevecht waarin Wade wordt neergestoken. Hij wordt naar de kelder gebracht waar zijn wonden gehecht worden. Hij wordt onthaard alvorens een machine hem met een laag was bedekt.
Intussen wordt Carly buiten ongeduldig en claxoneert met Bo's pick-up. Dan ziet ze dat de auto een kapotte koplamp heeft en realiseert zich dat Bo diegene was die hen stoorde aan de kampplaats. Met haar mobiele telefoon probeert ze Paige te bereiken maar Bo komt naar buiten en er ontstaat een handgemeen waarna Carly kan vluchten. Ze loopt naar de dorpskerk waar nog steeds dezelfde mensen zitten. Carly ontdekt dat het echte mensen zijn met een laag was om hen heen en ze besluit zich te verstoppen. Bo kan haar vinden en sluit haar op in de kelder van het tankstation.
De vier anderen waren eerder die dag gestrand in het verkeer en zijn teruggekeerd naar de kampplaats. Nick en Dalton worden eropuit gestuurd om Carly en Wade te zoeken terwijl Paige en Blake in het kamp achterblijven. In het stadje gaan Nick en Dalton hun eigen weg. Dalton gaat het wassenbeeldenmuseum binnen en vindt er Wade zittende aan een piano. Wade zit echter roerloos en als hij beter kijkt ziet Dalton dat Wade nog levend gevangen zit in een waslaag. Dalton probeert een stuk was af te pellen, maar daarbij komt Wade's huid mee. Dan wordt Dalton door Vincent aangevallen en vlucht. Vincent duwt hem van de keldertrap en onthoofdt hem beneden.
Nick gaat intussen naar het tankstation. In de kelder lijmt Bo Carly's mond dicht zodat ze niet kan schreeuwen. Dan gaat hij naar buiten waar hij Nick zegt niemand gezien te hebben. Carly kan zich losmaken en steekt haar vingers door een rooster om Nick te waarschuwen. Bo gaat er echter voor staan en knipt een van haar vingers af. Dan hoort Nick haar en als Bo hem probeert neer te steken slaat Nick Bo neer, vlucht naar binnen en sluit Bo buiten. Dan vindt hij beneden zijn zus terug. Ze lopen het stadje in waar Nick een winkelruit ingooit waarachter een kruisboog ligt. Dan schiet Bo op hen met een jachtgeweer. Ze vluchten een cinemazaal in die vol ingewaste mensen zit. Als Bo hen daar vindt schiet Nick een pijl in zijn arm. Als Bo hen vervolgens achterna komt, schiet Nick hem een tweede pijl in de borst.
Nick en Carly lopen vervolgens naar Bo's huis op zoek naar Carly's mobiele telefoon. Ze besluiten snel binnen naar de anderen te zoeken en dan het stadje te ontvluchten. Binnen ontdekken ze dat Bo en Vincent een Siamese tweeling waren die door hun eigen vader gescheiden werd. Daarbij werd Vincents gezicht zwaar verminkt. Dan komt Bo binnen en ze verstoppen zich.
Vincent was in de tussentijd naar de kampplaats gereden. Nadat hij Blake heeft doodgestoken achtervolgt hij Paige in een verlaten fabriekshal. Die staat vol auto's en bagage van de eerdere slachtoffers. Uiteindelijk krijgt Paige een ijzeren buis door haar hoofd. Vincent brengt de twee lijken en hun auto met een takelwagen tot bij Bo's huis.
Carly en Nick horen Bo tegen Vincent praten. Vincent blijkt een wassenbeeldenmaker te zijn die zijn moeders werk voortzet. Bo zet hem ertoe aan mensen die in het stadje komen te vermoorden en van de lichamen wassen beelden te maken. Ze vluchten vervolgens naar de kelder, waar ze de onthoofde Dalton bedekt in was op de machine vinden. Een gang leidt hen naar het wassenbeeldenmuseum met Bo en Vincent achter hen aan. Onderweg komen ze twee kinderstoelen tegen. Degene met de riemen heeft het opschrift Bo en hij was dus het agressieve kind van de twee.
Er ontstaat brand in het museum, dat volledig uit was gebouwd is en dus begint te smelten. Eerst komt Bo achter hen aan maar Carly slaat hem dood met een honkbalknuppel. Dan lopen ze de trap op met Vincent op hun hielen. Uiteindelijk steekt Carly hem neer en hij valt door de gesmolten vloer op het lichaam van zijn dode broer. Carly en Nick werken zich naar buiten door de zacht geworden muur en ontsnappen uit het gebouw dat vervolgens in elkaar stort.
De rook van de brand brengt de volgende ochtend nabijgelegen politie naar het stadje. Er wordt hen verteld dat het stadje al tien jaar verlaten is en dat het zelfs niet meer op de kaart staat. Als Nick en Carly door een ziekenwagen worden weggebracht wordt de sheriff verteld dat er geen twee maar drie broers zijn, de derde met de naam Lester. In de slotscène rijdt de ziekenwagen langs de man die Carly en Wade een dag eerder een lift had gegeven, de derde broer.

## Rolverdeling
| Acteur              | Personage      | Opmerkingen                     |
| ------------------- | -------------- | ------------------------------- |
| Elisha Cuthbert     | Carly Jones    |                                 |
| Chad Michael Murray | Nick Jones     |                                 |
| Brian Van Holt      | Bo Vincent     | de Siamese tweeling             |
| Paris Hilton        | Paige Edwards  |                                 |
| Jared Padalecki     | Wade           | Carly's vriend                  |
| Jon Abrahams        | Dalton Chapman | vriend van Nick met videocamera |
| Robert Ri'chard     | Blake          | Paiges vriend                   |
| Damon Herriman      |                | derde broer                     |
| Andy Anderson       |                | sheriff                         |